# 許琦 (游泳工作者)
許琦（1971年2月28日—），男，山西人，中国游泳学者、管理工作者，2009年起任中國國家游泳隊領隊。

## 生平
许琦曾是游泳专业工作者，畢業於莫斯科體育學院，曾任北京体育大学游泳教研室副主任、副教授、碩士生導師。
2002年底，许琦被借调至国家体育总局游泳中心，参与国家游泳队的管理工作；至2006年，升任国家体育总局游泳中心游泳部副部長，参与了2008年北京奥运会周期的备战工作。

## 外部連結
- 2012伦敦奥运会中国体育代表团成员名录 许琦 （页面存档备份，存于）